# English Electric Deltic
English Electric DP1 также известный в Великобритании как Deltic — прототип тепловоза мощностью 3300 л. с. (2500 кВт) с двумя двигателями Napier Deltic, построенный English Electric в 1955 году.
Достигнутая высокая мощность тепловоза при приемлемой осевой нагрузке привела к тому, что компания British Railways заказала 22 аналогичных тепловоза для использования на скоростных пассажирских линиях Восточного побережья. Серийный тепловоз получил наименование серии British Rail Class 55.

## История создания
Компания English Electric, по указанию Министерства авиастроения в 1942 году включила в свой состав инжиниринговую компанию D. Napier & Son, которая являлась крупным производителем дизельных и электрических локомотивов. Два Джорджа Нельсона (сэр Джордж и его сын) увидели потенциал двигателя Napier Deltic для тепловозов и в 1954—1955 был построен на заводе Dick, Kerr & Co. в Престоне прототип получивший обозначение DP1 (D дизельный P прототип первый), а внутренне название проекта было Enterprise, предполагалось что локомотив будет носить это имя. Однако в 1954 году, до завершения строительства, Hudswell Clarke анонсировал ряд небольших тепловозов с дизель-механической передачей с таким же названием. Поэтому после первых испытаний в 1955 году локомотив получил название Deltic, выведенное большими кремовыми буквами на кузове тепловоза.

## Дизайн и конструкция
Длинные алюминиевые боковины были изначально окрашены в кремовый цвет. Благодаря этому визуальному приёму высокие борта тепловоза выглядели более тонкими и усиливали впечатление скорости. Этому добавляли три изогнутых шеврона на носу локомотива. По мнению британцев дизайн локомотива напоминал американские тепловозы второй половины 1940-х годов ALCO PA и EMD E с высокой носовой частью, отнесённой назад кабиной машиниста. Предполагалось, что эти тепловозы могут поставляться на экспорт.
На тепловозе были установлены два 18-цилиндровых двигателя Deltic. Мощность двигателей, с целью увеличения ресурса и срока службы между капитальными ремонтами, была снижена с 1750 л. с. до 1650 л. с. каждый, что в сумме дает 3300 лошадиных сил.
Тепловоз опирается на две трёхосные тележки.
Отопление поезда с помощью парогенератора.

## Эксплуатация и сохранение
Тепловоз в 1955 году вышел на испытания в регионе London Midland British Railways. Обычно он водил ускоренные грузовые поезда из Лондона в Ливерпуль. Испытания прерывались на небольшую модернизацию тепловоза и продолжились в 1956 году. В августе-сентябре 1956 года на линии Сетл — Карлайл тепловоз провёл испытания с грузовыми поездами и динамометрическим вагоном, после чего продолжил эксплуатироваться с пассажирским поездами Shamrock и The Merseyside Express между Лондоном и Ливерпулем, затем Лондон — Карлайл. Главный механик и инженер-электрик Дж. Ф. Харрисон отклонил эту конструкцию тепловоза, полагая, что высокоскоростные двигатели (то есть 1500 об / мин) не подходят для железнодорожного транспорта.
В марте 1961 года эксплуатация тепловоза была прекращена после серьёзной поломки силовой установки, планы его испытаний в Канаде провалились. В 1963 году тепловоз был подарен Музею науки в Южном Кенсингтоне.
В октябре 1993 года тепловоз передали в Национальный железнодорожный музей в Йорке, затем его передали в Национальный железнодорожный музей в Шилдоне. В августе 2012 года он был передан в аренду компании Ribble Steam Railway в Престоне, Ланкашир. В Мае 2020 года тепловоз вернулся в Шилдон.

## Серийные тепловозы
В 1957 году Джерри Файнс, руководитель направления движения на бывшей Great Northern Railway искал локомотивы большой мощности для обслуживания East Coast Main Line. Он обнаружил электровозы English Electric type 4, однако линия не была электрифицирована и в ближайшие годы планов её электрификации не было. Вследствие этого он предложил использовать тепловозы «Deltic». В 1959 году был размещён заказ на 22 тепловоза British Rail Class 55 для замены 55 паровозов.

## Модели
Компания Rosebud Kitmaster произвела комплект для литья под давлением из полистирола модели тепловоза в масштабе 00, модель не имела электропитания. В конце 1962 года бренд Kitmaster был продан материнской компанией (Rosebud Dolls) компании Airfix, которая не выпускала комплекты моделей этого локомотива. Со временем инструменты Airfix были переданы компании Dapol, который обновил пресс-формы и с тех пор произвёл модельный набор.
В 2007 году производитель моделей Bachmann Branchline и Национальный железнодорожный музей объявили о выпуске масштабной модели DP1 для продажи в магазине NRM. Компания Bachmann использовала лазерное сканирование тепловоза для сбора данных о размерах локомотива. Модель получила высокую оценку за внимание к мелким деталям и плавный и мощный ход. Bachmann выпустила модель в масштабе N под брендом Graham Farish в 2010 году.